# Lalbahadur Shastrinagar, Bijapur
Lalbahadur Shastrinagar là một làng thuộc tehsil Bijapur, huyện Bijapur, bang Karnataka, Ấn Độ.